# Yoshirō Abe
Yoshirō Abe (阿部 吉朗?, Abe Yoshirō; Tokyo, 5 luglio 1980) è un ex calciatore giapponese, di ruolo attaccante.